# Nebrioporus nemethi
Nebrioporus nemethi är en skalbaggsart som först beskrevs av Guignot 1950.  Nebrioporus nemethi ingår i släktet Nebrioporus och familjen dykare. Inga underarter finns listade i Catalogue of Life.